# 570

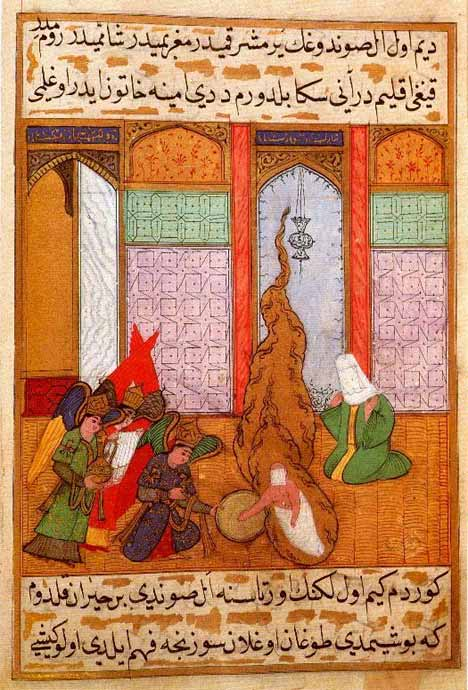
Geboorte van Mohammed (c. 570 - 632)

Het jaar 570 is het 70e jaar in de 6e eeuw volgens de christelijke jaartelling.

## Gebeurtenissen

### Europa
- Germanus, aartsbisschop van Parijs, bemiddelt in een tijdelijke wapenstilstand tussen de Frankische koningen Sigebert I en Chilperik I. Hierbij komen de morgengavebezittingen van de vermoorde Galswintha aan haar zuster Brunhilde toe.

### Religie
- 1 mei - In Rome worden de relieken van de apostel Filippus begraven in de kerk die later zal worden herbouwd als de Santi XII Apostoli.
- Anastasius I, patriarch van Antiochië, wordt door keizer Justinus II verbannen. Hij wordt opgevolgd door zijn vriend Georgius I.
- Oudste vermelding van het reliek van de Heilige Lans (de speer waarmee Jezus na zijn dood in diens zijde is gestoken).

## Geboren
- Childebert II, koning van Austrasië (overleden 595)
- Mohammed, islamitisch profeet (waarschijnlijke datum; andere geven exacter 20 april 571 aan)
- Romarich, Frankisch geestelijke (overleden 653)
- Sulpicius, aartsbisschop van Bourges (waarschijnlijke datum)
- Theodelinde, koningin van de Longobarden (waarschijnlijke datum)

## Overleden
- Abdallah ibn Abd al-Muttalib, vader van Mohammed (waarschijnlijke datum)
- Gildas, Brits geestelijke en geschiedschrijver (waarschijnlijke datum)
- Johannes Malalas, Byzantijns geschiedschrijver (waarschijnlijke datum)